# Флетчер, Си Ти
СиТи Флетчер (англ. CT Fletcher, род. 8 июня 1959, Пайн-Блафф, округ Джефферсон, Арканзас, США) — американский пауэрлифтер, актёр, видеоблогер. Трёхкратный чемпион мира по жиму штанги лежа, трёхкратный чемпион мира в подъёме штанги на бицепс.

## Биография

### до 2013
- 1977 — служба в армии США
- 1979 — начал заниматься каратэ
- 1980 — середина 1980-х — увлекся тяжёлой атлетикой, выступал на соревнованиях по бодибилдингу
- середина 1980-х — переключился на пауэрлифтинг
- 2005 — пережил операцию на сердце. По собственному мнению, проблемы с сердцем возникли из-за неправильного питания.
- 2013 — начал вести видеоблог на youtube, беря интервью у спортсменов, актёров[6].

### Спортивная карьера
Трёхкратный чемпион мира по жиму штанги лежа (Bench Press), трёхкратный чемпион мира в подъёме штанги на бицепс (Strict Biceps Curl).
На пике своей карьеры СТ Флетчер выжимал лежа 328 кг и мог поднять на бицепс 102-килограммовую штангу. Его стиль тренинга называли «хардкором»: Флетчер почти всегда работал до отказа в упражнениях и заходил на предельные веса. В своих роликах он часто сопровождал тяжелые повторы отборной руганью. Это породило множество мемов и пародий на СТ Флетчера в интернете.

### Болезнь сердца
В 2004 году мать Флетчера умерла от застойной сердечной недостаточности. Оказалось, что он унаследовал от нее болезнь сердца. Кроме матери, все девять её братьев и сестер умерли от проблем с сердцем.
Еще в 2001 году врачи сообщали Флетчеру об опасности его гипертонии. Уже в 2005 году начались проблемы с сердцем — в связи с сердечным приступом потребовалось экстренное хирургическое вмешательство.В своих интервью он рассказывал о том, что причиной сердечного приступа послужили частые посещения фаст-фудов и гамбургеры. Он обычно каждый день съедал 4 бигмака, 4 картофеля фри, 2 молочных коктейля и 4 яблочных пирога. После выхода из больницы Флетчер сбросил около 17 кг и изменил рацион питания. Это позволило ему на время забыть о болезни.
15 июня 2017 года 58-летний Флетчер пережил остановку сердца. Он сам рассказывает об этом так: «Мы сидели в комнате с моим сыном Самсоном. А потом — в груди словно взрыв случился: я чувствовал, что дух покидает тело, чувствовал, что умираю». Флетчера доставили в ближайшую больницу, где ему установили в сердце электронное устройство для поддержания сердечного ритма. По словам атлета, вердикт докторов был жестким: чтобы выжить, нужна пересадка сердца «Мое собственное сердце отработало свой ресурс, так они сказали. Оно работает на 20%, не более».
Форма атлета также сильно пострадала от болезни. СТ Флетчер сильно похудел, часть мускулатуры ушла. Несмотря на это, он надеется вновь вернуться в строй. «Я начну с самого дна. Вернусь к самому началу»
6 мая 2018 года Флетчеру была проведена 11-часовая операция по пересадке сердца.

## Семья
Дважды женат. Семеро детей.

## Фильмография
| Год  |   | Русское название                                | Оригинальное название              | Роль                         |
| ---- | - | ----------------------------------------------- | ---------------------------------- | ---------------------------- |
| 2002 | ф |                                                 | Gangster Party                     | Sam                          |
| 2004 | ф |                                                 | I Accidentally Domed Your Son      | Ray Ray                      |
| 2004 | ф |                                                 | Bank Brothers                      | Clarences's Father           |
| 2007 | ф | Путь наверх                                     | The Hit                            | Big G Rock                   |
| 2013 | ф |                                                 | JustKiddingFilms                   | CT                           |
| 2016 | ф | Бэтмен против Супермена: На заре справедливости | Batman v Superman: Dawn of Justice | Inmate Thug (as CT Fletcher) |
| 2017 | ф |                                                 | Maxx Yeager: Black Ops             | Big Rich                     |